# حكايات زوج معاصر (مسلسل)
مسلسل حكايات زوج معاصر لأشرف عبد الباقي وروجينا وبسمة ورجاء الجداوي ويوسف داوود، مسلسل مصري أنتج في العام 2003، يعرض صور العلاقة بين الزوج وزوجته في أطر مختلفة من فئات المجتمع المصري من خلال الشخصية الرئيسية محمود (والتي يقدمها أشرف عبد الباقي) وزوجته سامية (والتي تناوبت في تقديمها الممثلتان روجينا وبسمة).